# Muži nestárnou
Muži nestárnou je československá komedie z roku 1942 režírovaná Vladimírem Slavínským. Byla natočena podle divadelní inscenace divadla Oldřicha Nového.

## Děj
V roce 1911 dochází mladý Stáňa Jarský k Horníkům, kde učí hrát jejich dceru Jiřinu na piano. Líbí se mu mladá paní Horníková. Stáňův otec proto Stáňu pošle studovat do Vídně.
V roce 1920 potkává Stáňa Jarský v Praze nyní již dospělou Jiřinu. Scházejí se a když Stáňa žádá paní Horníkovou o ruku Jiřiny, ona mu vysvětlí, že to není možné. Stáňa odchází.
V roce 1939 se Stáňa Jarský vrací z Itálie, kde byl 19 let a kde se z něho stal velmi úspěšný obchodník. Píší o něm dokonce i noviny. Seznámí se s Helenou Krutinovou, vnučkou Heleny Horníkové. Když žádá Heleniny rodiče o její ruku, babička Helena nakonec rázně souhlasí: „Dejte mu ji, ať je v rodině konečně klid. Nebo si ten člověk počká ještě na další generaci.“

## Obsazení
| Zita Kabátová        | Helena Horníková                        |
| František Roland     | Karel Horník                            |
| Jana Romanová        | Jiřina                                  |
| Eva Matějková        | devítiletá Jiřina                       |
| Jarmila Smejkalová   | Helenka Krutinová                       |
| Jan Pivec            | Stáňa Jarský                            |
| Jaroslav Průcha      | prof. Jarský, Stáňův otec               |
| Marie Blažková       | Stáňova matka                           |
| Gustav Nezval        | nadlesní Parner, bratr Heleny Horníkové |
| Zdeňka Baldová       | Zajíčková                               |
| František Filipovský | lékárník                                |
| Elena Hálková        | služebná Marina                         |
| Anton Brož           | továrník Krutina                        |
| František Vnouček    | Otto Krutina, továrníkův syn            |
| Marie Ptáková        | babička                                 |
| Meda Valentová       | baronka                                 |
| Jiří Vondrovič       | Rousek                                  |
| Jaroslav Krejčí      | Krakoška, předseda Ligy mravnosti       |
| Antonie Langrová     | Krakošková                              |
| Gabriel Hart         | lékař                                   |
| J. Paclt             | zahradník Josef Motyčka                 |
| Olga Augustová       | zpěvačka Rosnická                       |
| Josef Hořánek        | host u paní baronky                     |
| Vladimír Růžička     | konferenciér                            |
| André Farkaš         | houslista                               |
| Viktor Socha         | číšník                                  |
| Věra Skálová         | Helenina kamarádka                      |
| J. Šimanová          | Helenina kamarádka                      |
| Dagmar Lehovcová     | Helenina kamarádka                      |
| Dagmar Prokopová     | Helenina kamarádka                      |